# Trí Quang
Trí Quang là diễn viên kịch và truyền hình Việt Nam, anh được biết đến với vai diễn Sơn trong Hướng Nghiệp năm 2005.

## Tiểu sử
Trí Quang tên đầy đủ là Võ Ngọc Thi, sinh ngày 30 tháng 10 năm 1976,) ba mẹ anh thích có con gái nên trước lúc sinh anh ra đã đặt tên sẵn, anh là con út (út Thi) trong gia đình có 12 anh chị em, tại Hóc Môn. Năm lên 9 tuổi, mẹ anh mất không lâu sau bố anh cũng qua đời, anh sống cùng một người anh trai. Một nhà sư đã làm lễ Quy y và đặt cho anh pháp danh Trí Quang.
Trí Quang tên thật là Võ Ngọc Thi, sinh ngày 30 tháng 10 năm 1976,) tại Huyện Hóc Môn, TP. Hồ Chí Minh. Anh vốn là cử nhân kinh tế nhưng lại rẽ ngang sang phim ảnh. Trí Quang lấy nước mắt khán giả qua nhiều bộ phim truyền hình như Bến Sông Trăng, Hướng nghiệp, Ngã rẽ cuộc đời, Nhịp đập trái tim, Long xích lô, Duyên nợ Miền Tây, Vết sẹo
Khi còn là học sinh cấp 3, anh sinh hoạt trong đội văn nghệ thuộc Trung tâm Văn hóa huyện Hóc Môn. Năm 1998, anh tốt nghiệp hệ cao đẳng Khoa quản trị kinh doanh, Đại học Bách Khoa Hà Nội (chi nhánh phía Nam), rồi về làm kế toán cho công ty của anh rể tại Biên Hòa.

## Sự nghiệp
Năm 1999, Trí Quang đạt giải cao trong cuộc thi Thanh lịch 18 thôn vườn trầu, ngay đó anh được huyện nhà cử đi tham dự cuộc thi Thời trang người lao động, tổ chức tại Cung Văn hóa Lao Động Thành phố Hồ Chí Minh và bất ngờ đạt ngôi vị cao nhất. Cơ may này đã đưa anh vào con đường người mẫu chuyên nghiệp tại câu lạc bộ người mẫu Hoa học đường, cùng thời với Hứa Vĩ Văn, Trương Minh Quốc Thái, Ngọc Thúy, Xuân Lan... Lúc này, anh lấy pháp danh Trí Quang làm nghệ danh. Sau đấy anh tiếp tục đăng ký thi triển vọng điện ảnh, dù bị loại từ vòng ngoài nhưng anh vẫn đi đóng minh họa MV cho Mỹ Tâm, Phi Nhung... Anh được nhận vai diễn đầu tiên, nhân vật Vĩnh Tiến lúc trẻ trong phim Bến sông trăng, sau đó là các phim như Xích lô, Hướng nghiệp, Đường về, Ám ảnh, Taxi... Ban đầu diễn xuất còn non nên được một số nghệ sĩ chỉ dạy và kiêm thêm nghề diễn viên sân khấu để có thêm kinh nghiệm. Anh đã tham gia tại các sân khấu kịch như Tao Đàn, Nụ Cười Mới, 5B...
Từ năm 2000 đến nay, Trí Quang chính thức bước vào lấn sân sang lĩnh vực điện ảnh trong các vai trò diễn viên anh được nhận vai diễn đầu tiên, nhân vật trong vai Vĩnh Tiến lúc trẻ trong các bộ phim truyền hình Bến sông trăng.  Đây cũng là lần đầu tiên Trí Quang xuất hiện tham gia một dự án phim của TFS, tiếp sau đó là các phim một dự án hãng phim của TFS, Lasta, Kiết Tường, M&T Pictures, Hãng phim Xuân Phước, Cát Tiên Sa, Sao Thế Giới cho một số phim truyền hình như Xích lô, Hướng nghiệp, Ngã rẽ cuộc đời, Anh chỉ có mình em, Nhịp Đập Trái Tim, Ký ức mong manh,  Taxi,  Mây trắng ngang trời,  Tường Vy Cánh Mỏng,  Bản năng thép,  Đường về.
Năm 2004, Trí Quang được NSND Bạch Tuyết tạo cho cơ hội với nghệ thuật Cải lương trong chương trình "Làn điệu phương Nam" tại Nhà hát thành phố; được bà chỉ dẫn qua những bài tân cổ giao duyên, những vai diễn nhỏ trong các vở tuồng, từ video cho đến chương trình Vầng trăng cổ nhạc của HTV.
Năm 2007, Trí Quang từng lọt vào top 5 đề cử của Giải thưởng Truyền hình. Sau một thời gian tham gia phim ảnh, anh lấn sân vào lĩnh vực kịch nói và ghi dấu ấn với vai Tư Nhớ trong vở Nửa đời ngơ ngác của sân khấu kịch Hoàng Thái Thanh.
Năm 2008, anh tham gia bộ phim Mây Trắng Ngang Trời, đóng cặp với Ngân Khánh. Anh vào vai Phong, bạn trai của Tím
Năm 2012, anh tham gia bộ phim Vợ tôi là số 1 của đạo diễn Nguyễn Dương. đóng cặp với Kim Tuyến. Anh vào vai Đại Phong, bạn trai của Mai Chi
Năm 2014, Trí Quang đã quyết định chính thức bước vào lấn sân sang lĩnh vực ca nhạc với album đầu tay "Tình Đẹp Quê Hương"
Năm 2015, anh tham gia bộ phim Con dâu của đạo diễn Quách Khoa Nam, đóng cùng Kim Tuyến và Anh Tài. Anh vào vai Hai Lực
Năm 2018, anh tham gia bộ phim Mật mã hoa hồng vàng của đạo diễn Quách Khoa Nam, đóng cặp với Kim Tuyến. Anh vào vai An Khánh, bạn trai của Lim
Sau thời gian hoạt động không để lại nhiều ấn tượng cho khán giả, anh quyết định tạm dừng công việc, cho đến năm 2020 khi biết tin nghệ sĩ Ái Như của sân khấu Hoàng Thái Thanh, đang chuẩn bị vở kịch Tình yêu trời đánh, Trí Quang nhanh chóng liên hệ, xin tham gia. Với vai diễn Nam, anh đã để lại ấn tượng mạnh với khán giả và đã thoát khỏi hình tượng trước đây của anh trên sân khấu. Anh còn tham gia vào các vở Nửa đời ngơ ngác và Bạch Hải Đường.

## Đời tư
Sau khi có được sự nghiệp thành công, Trí Quang đã gặp gỡ và bén duyên với một khán giả Việt kiều, cả hai đều tiến đến hôn nhân và bà xã đã bảo lãnh đưa anh sang Mỹ định cư. Tuy nhiên, trong cuộc sống hôn nhân của cả hai đều gặp nhiều mâu thuẫn nên cặp đôi đã quyết định ly hôn rồi anh trở về Việt Nam sống.

## Tác phẩm sân khấu
- Bước chân hai thế hệ - 2020 (liveshow)
- VTV3
  - Hoàng hôn màu da cam

### Kịch nói
- Sân khấu Hoàng Thái Thanh (2020 - nay)
  - Nam .....vở Tình yêu trời đánh
  - Bạch Hải Đường ....vở Bạch Hải Đường
  - Nửa đời ngơ ngác
  - Trả lại Lia Thìa
- Sân khấu Tao Đàn (2006)
  - Đăng Huy ....vở Tình (đạo diễn Phi Nga)
  - .....vở Siêu trộm (đạo diễn Quốc Thuận)
- Sân khấu Nụ Cười Mới (2007)
  - Đố ngài bắt được tôi
  - Cổ tích một tình yêu
  - Việt võ đường

### Cải lương
- Vầng trăng cổ nhạc (HTV)

## Ca nhạc

### Bài hát tiêu biểu
- Liên Khúc Hành Trình Trên Đất Phù Sa -  Lê Hậu
- Liên Khúc Nàng Xuân, Điệp Khúc Mùa Xuân - Hồ Quang Lộc
- Sóc Sờ Bai Sóc Trăng - Lê Sang
- Thương Lắm Mình Ơi - Lê Như
- Phận Tơ Tằm - Mai Lệ Quyên - Đoàn Minh
- Ngẫu Hứng Lý Qua Cầu - Mai Lệ Quyên
- Kiên Giang Mình Đẹp Lắm
- Câu Hát Tình Quê - Lê Sang
- Áo mới Cà Mau - Dương Đình Trí
- LK Anh Về Thăm Quê Em - Dương Hồng Loan

### MV Video clip đã tham gia
- Nhé Anh - Mỹ Tâm
- Mãi Như Bây Giờ - Minh Tuyết
- Phận Tơ Tằm - Mai Lệ Quyên - Đoàn Minh
- Thương Lắm Mình Ơi - Lê Như
- LK Vui Tết Miệt Vườn - Mùa Xuân Cưới Em - Trang Thảo
- Tự Tình Quê Hương - Dương Đình Trí
- Bóng dáng Mẹ Hiền
- Thương Hoài Miền Tây

## Các bộ phim

### Điện ảnh
- Cú đấm (2006) đạo diễn : Phạm Ngọc Châu (vai Hùng)

### Truyền hình
| Năm  | Phim                     | Vai diễn            | Đạo diễn                       | Kênh          | Ghi chú |
| ---- | ------------------------ | ------------------- | ------------------------------ | ------------- | ------- |
| 2000 | Bến sông trăng           | Vĩnh Tiến (lúc trẻ) | Đỗ Phú Hải                     | HTV7          |         |
| 2003 | Long xích lô             | Hoàng               | Võ Việt Hùng                   | HTV7          |         |
| 2004 | Hướng nghiệp             | Sơn                 | Châu Huế                       | HTV7          |         |
| 2005 | Đường về                 |                     | Trương Dũng                    | HTV9          |         |
| 2006 | Nhịp đập trái tim        | Minh                | Nguyễn Danh Dũng               | HTV7          |         |
| 2006 | Hướng nghiệp 2           | Sơn                 | Châu Huế                       | HTV9          |         |
| 2006 | Ngã rẽ cuộc đời          |                     | Xuân Phước - Trần Quang Đại    | HTV7          |         |
|      | Anh chỉ có mình em       |                     | Xuân Phước                     | HTV7          |         |
| 2007 | Ba chàng trai tuổi hợi   |                     | Nguyễn Mỹ Khanh                | HTV9          |         |
| 2008 | Mây trắng ngang trời     | Phong               | Trần Quang Đại                 | HTV7          |         |
| 2008 | Tường Vy Cánh Mỏng       | Duy Chương          | Trần Quang Đại - Trần Hữu Phúc | HTV9          |         |
| 2009 | Ngõ vắng                 | Toàn                | Nguyễn Dương                   | Let’s Viet    |         |
| 2009 | Taxi                     | Tuấn                | Phạm Ngọc Châu                 | HTV9          |         |
| 2009 | Sau ánh hào quang        |                     | Nguyễn Danh Dũng               | Let’s Viet    |         |
| 2009 | Ký ức mong manh          | Phan                | Đặng Lưu Việt Bảo              | HTV7          |         |
| 2009 | Ra giêng ai cưới em      | David Ngô           | Xuân Phước                     | Let’s Viet    |         |
| 2009 | Nghe trà                 | Trí Kiên            | Nguyễn Danh Dũng               | HTV9          |         |
| 2010 | Thụy khúc                | Trung               | Đặng Lưu Việt Bảo              | HTV7          |         |
| 2010 | Mẹ chồng nàng dâu        | Ba Lân              | Đặng Lưu Việt Bảo              | THVL1         |         |
| 2010 | Công nghệ thời trang     | Phan Nghị           | Đỗ Phú Hải                     | HTV9          |         |
| 2011 | Theo dấu hương xưa       |                     | Ngô Quang Hải                  | HTV7          |         |
| 2011 | Không phải tôi           | Cao Phong           | Đặng Lưu Việt Bảo              | HTV7          |         |
| 2012 | Vợ tôi là số 1           | Đại Phong           | Nguyễn Dương                   | HTV2          |         |
| 2012 | Ông xã vạn tuế           | Quang Minh          | Đặng Lưu Việt Bảo              | THVL1         |         |
| 2012 | Ám ảnh                   | Trần Thanh          | Phạm Ngọc Châu                 | HTV9          |         |
| 2012 | Vực thẳm tình yêu        | Tuấn Khải           | Bùi Ngọc Nam Phương            | THVL1         |         |
| 2012 | Mắt bướm                 | Trí                 | Phạm Ngọc Châu                 | HTV9          |         |
| 2012 | Những mảnh đời giông bão | Trần Trung Kiên     | Nguyễn Hoàng Trung             | HTV9          |         |
| 2013 | Vùng hạ chuyển mình      | Hai Thành           | Hồng Phú Vinh                  | VTV Cần Thơ 1 |         |
| 2013 | Duyên nợ miền Tây        | Thái                | Trần Ngọc Phong                | VTV Cần Thơ 1 |         |
| 2014 | Bản năng thép            | Phong               | Lâm Lê Dũng                    | Let's Viet    |         |
| 2014 | Khi ta nói dối           |                     | Dương Nam Quan                 | VTV6          |         |
| 2014 | Phận đàn bà              | Kiên                | Đinh Đức Liêm                  | Let’s Viet    |         |
| 2014 | Kẻ bội tình              | Phong               | Lý Khắc Lynh                   | SCTV14        |         |
| 2014 | Chỉ một tình yêu         | Hải Khang           | Trần Quang Đại                 | THVL1         |         |
| 2014 | Trả giá                  | Hải                 | Đinh Đức Liêm                  | Let's Viet    |         |
| 2015 | Vết sẹo                  | Thanh Nhường        | Trần Cảnh Đôn                  | HTV7          |         |
| 2015 | Ba ơi mẹ có về không     | Đông                | Trần Quang Đại                 | SCTV14        |         |
| 2015 | Nhà chung                | Minh Khôi           | Quốc Thuận                     | VTV9          |         |
| 2015 | Con dâu                  | Hai Lực             | Quách Khoa Nam                 | HTV7          |         |
| 2015 | Hoàng hôn dịu dàng       | Dư                  | Đinh Đức Liêm                  | Let's Viet    |         |
| 2016 | Truy tìm hung thủ        | Trí Quang           | Đặng Minh Quốc                 | SCTV14        |         |
| 2017 | Vợ chúa chồng tôi        | Ông Hiếu            | Chu Thiện                      | HTV7          |         |
| 2017 | Thế thái nhân tình       |                     | Võ Việt Hùng                   | SCTV14        |         |
| 2017 | Yêu phải liều            | Chu Nhân            | Nguyễn Thu                     | HTV7          |         |
| 2018 | Mật mã hoa hồng vàng     | An Khánh            | Quách Khoa Nam                 | THVL1         |         |
| 2019 | Dặm đường công lý        | Trần Hải Dương      | Trần Quang Đại                 | HTV9          |         |
| 2019 | Không lối thoát          | Hào                 | Xuân Phước                     | THVL1         |         |
| 2021 | Những phận đời trớ trêu  | Ông Sáu             | Đinh Đức Liêm                  | VTVCab        |         |
| 2025 | Mặt trời lạnh            | Ông Chương          | Lê Hùng Phương                 | VTV3          |         |

### Chương trình giải trí
VTV : Tam sao thất bản
HTV : Đi tìm ẩn số
THVL : Vang bóng một thời (tập 11) với ekip phim Hướng Nghiệp